# Rohan Campbell

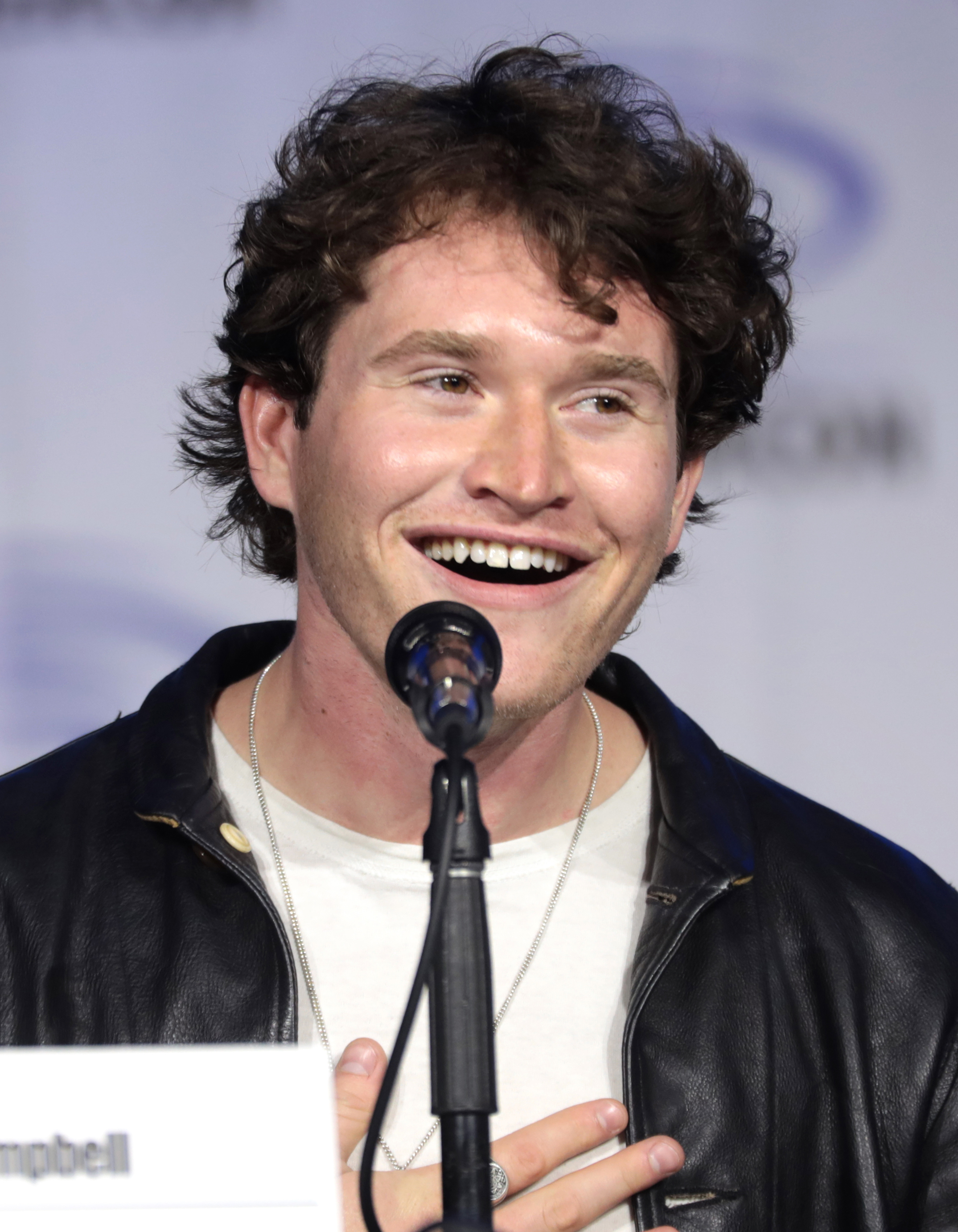
Rohan Campbell, 2022

Rohan Campbell (* 23. September 1997 in Calgary) ist ein kanadischer Schauspieler. Er ist bekannt für seine Hauptrolle als Frank Hardy in der Fernsehserienadaption The Hardy Boys aus den 2020er Jahren, neben Alexander Elliot als Joe Hardy und als Corey Cunningham in dem Slasher-Film Halloween Ends aus dem Jahr 2022.

## Leben
Campbell wurde in Calgary geboren und wuchs in Cochrane auf. Seine Eltern sind britische Einwanderer. Campbell tritt seit 2009 als Schauspieler für Film und Fernsehen in Erscheinung. Er hat auch in den Fernsehproduktionen Mayerthorpe und Klondike sowie in den Serien Mech-X4, The 100 und iZombie mitgewirkt. Mit siebzehn zog er nach Vancouver.

## Filmografie (Auswahl)
- 2013: The Right Kind of Wrong
- 2014: The Valley Below
- 2015: Diablo
- 2016: A Miracle on Christmas Lake
- 2017: Crash Pad
- 2018: Zwischenstation (Boundaries)
- 2018: The Professor (Richard Says Goodbye)
- seit 2019: Virgin River (Fernsehserie)
- 2020: Operation Christmas Drop
- 2021: Broken Diamonds
- 2022: Halloween Ends
- 2020–2023: The Hardy Boys (Fernsehserie)
- 2025: The Monkey